# Borne (województwo pomorskie)
Borne – osada w Polsce położona w województwie pomorskim, w powiecie chojnickim, w gminie Chojnice.
Osada położona jest nieopodal Konarzynek przy granicy gmin, pomiędzy Brdą a Jeziorem Głuchym   (tym koło Chocińskiego Młyna), przy zachodnim krańcu Zaborskiego Parku Krajobrazowego, wchodzi w skład sołectwa Kopernica.
W latach 1975–1998 miejscowość administracyjnie należała do województwa bydgoskiego.